# Þórólfur Árnason
Þórólfur Árnason fue alcalde de Reikiavik, la capital de Islandia, desde el 1 de febrero de 2003 hasta el 30 de noviembre de 2004.
Se hizo cargo del principal puesto administrativo de Reikiavik tras la partida del anterior alcalde, Ingibjörg Sólrún Gísladóttir, que cambió la política municipal por la nacional.